# Opowieści Margit Sandemo
Opowieści Margit Sandemo – seria powieści  norweskiej pisarki Margit Sandemo. Każdą z książek czytać można oddzielnie, jako że ich treść nie łączy się w żaden sposób z osobami bohaterów i fabułą zawartymi w innych częściach.
Związkiem przewodnim książek jest motyw miłości. 
Typowe dla Sandemo konstruowanie akcji osadzonej w realiach różnych epok historycznych dostrzec można praktycznie w każdym tomie serii, jednak akcja niektórych dzieje się w przyszłości, nadając całemu cyklowi charakter bardziej zbliżony do typowej fantastyki, niż ma to miejsce w innych utworach tej pisarki. Niespotykane dotąd w powieściach Sandemo są także wyraźne wątki kryminalne.
W skład Opowieści wchodzą:
| 1. Irlandzki romans 2. Królewski list (Kongens brev) 3. Mężczyzna z ogłoszenia 4. Czarownice nie płaczą (Hekser kan ikke gråte) 5. Wieża nadziei (Tårnet i det fjerne) 6. Przeklęty skarb 7. Jasnowłosa (Piken med sølvhåret) 8. Uprowadzenie 9. Zbłąkane serca 10. Gdzie jest Turbinella? 11. Dziewica z Lasu Mgieł (Jomfruen fra Tåkeskogen) 12. Zły sen 13. Tajemnice starego dworu 14. Las ma wiele oczu (Skogen har mange øyne) 15. Czarny Anioł (Den sorte engel) 16. Łzy odchodzącej nocy (Nattens tårer) 17. Narzeczona Fabiana (Fabians brud) 18. Nie dla mnie miłość (For meg fins ingen kjærlighetKongens brev) 19. Wyspa Nieszczęść 20. Przyjacielu, kim jesteś? (Elskede, hvem er du?) 21. Przybysz z dalekich stron 22. Klucz do szczęścia | 1. Dzieci samotności (De forlatte barn) 2. Białe kamienie (De hvite steinene) 3. Pewnej deszczowej nocy 4. Ocalenie 5. Zaginiony 6. Ostatnia podróż 7. Światełko na wrzosowisku (Lyset på heden) 8. W cieniu podejrzeń (Skyggen av en mistanke) 9. Małżeństwo na niby 10. Sindre, mój syn (Sindre, min sønn) 11. Annabella 12. W śnieżnej pułapce (Selv om jeg elsker deg) 13. Samotny wilk (Ulven og månen) 14. Ucieczka 15. Fatalna miłość 16. A gwiazdy od wieków nucą tę pieśń (Under evige stjerner) 17. Nierozwikłana zagadka 18. Złoty ptak (Gullfuglen) 19. W mroku nocy 20. Wymarzony przyjaciel |

W Polsce wydano, niezależnie od żadnej serii, jeszcze trzy powieści Sandemo:
1. Odnalezione szczęście
2. Przeznaczenie
3. Tajemnica Władcy Lasu